# 荀藩
荀藩（245年—313年），字大堅，穎川穎陰（今河南許昌）人。東漢司空荀爽玄孫，西晉司徒荀勗之子。荀藩是西晉末年重要官員，在西晉官至司空，西晉末年時曾組建行臺，亦曾協助晉愍帝入長安。

## 生平
元康三年（293年），荀藩任黃門侍郎，並奉詔完成荀勗未完成的鍾磬，以供祭祀儀式之用。太安元年（302年），長沙王司馬乂誅除任大司馬的齊王司馬冏掌權，荀藩因隨同晉惠帝征討齊王而封西華縣公。荀藩及後遷任尚書僕射。永安元年（304年），東海王司馬越與右衛將軍陳昣等舉兵討伐在鄴城的皇太弟司馬穎，並帶晉惠帝親征，荀藩亦隨軍。不久討伐軍隊被司馬穎部將石超擊敗，惠帝被俘並送到鄴城，沿途只有荀藩與司徒王戎及豫章王司馬熾隨行。安北將軍王浚在戰後隨即討伐司馬穎，並擊敗其軍隊，進逼鄴城，荀藩等與是隨惠帝被司馬穎帶回洛陽。同時，河間王司馬顒部將張方控制洛陽，廢羊皇后和太子司馬覃，更逼惠帝西遷長安，留荀藩、司隸校尉劉暾和河南尹周馥等留作洛陽作東臺；司馬顒更於次年更假稱帝詔，以羊皇后多次被奸人所立，命東臺處死羊皇后，荀藩、劉暾和周馥上書反對，認為羊后被囚已不能與其他人勾結，且一旦殺死羊皇后，不旦會引起天下人傷心，更會被反對者利用為壯大聲勢的機會，要求重新考慮。司馬顒閱後憤怒，追捕劉暾但始終沒殺羊皇后。
光熙元年（306年），皇太弟司馬熾即位為晉懷帝，荀藩任太子少傅。永嘉二年（308年）接替病死的高光任尚書令。永嘉五年（311年）五月升任司空，但下月即發生永嘉之亂，洛陽陷落，晉懷帝被俘，荀藩與弟弟光祿大夫荀組在滎陽密縣營建行臺，移檄州郡，並以瑯邪王司馬睿為盟主。不久又遇上避亂當地的外甥秦王司馬鄴，于是荀藩等就與他移鎮許昌。荀藩在當地遇到帶領著流民東還鄉里的前豫州刺史閻鼎，見他有才能帶領眾人，於是任命他為豫州刺史。七月，大司馬王浚圖謀稱帝，假立皇太子，承制任命荀藩為留臺太尉。
同年，閻鼎與荀藩、荀組和司徒長史劉疇等圖謀帶司馬鄴到長安，但期間劉疇叛變，閻鼎追殺劉疇，荀藩和荀組僅得免，此時以自己山東人，不欲西進，於是繼續留在中原，留守滎陽，只由閻鼎帶司馬鄴到長安。永嘉六年（312年），司馬鄴於長安稱皇太子，並命荀藩督攝遠近。建興元年（313年），荀藩死於開封，享年六十九，諡曰成，追贈太保。

## 子女
- 荀邃，嗣子，荀藩長子，西晉亡後入仕東晉，官至太常，經歷王敦之亂和蘇峻之亂。
- 荀闓，荀藩次子，西晉亡後與兄長一同南渡東晉，官至御史中丞。